# Jacinto Convit
Jacinto Convit García (Caracas, 11 de septiembre de 1913-Ib., 12 de mayo de 2014) fue un médico y científico venezolano, sus logros indiscutibles: campaña y vacuna para eliminar la lepra en Venezuela, concientizar sobre las enfermedades que esperaba prevenir; luchar por mejorar la atención ofrecida a los pacientes afectados; insistir en que los pacientes fuesen tratados con mayor humanidad; y generar un sentido de urgencia en los esfuerzos para controlar y curar las enfermedades desasistidas.
Su dedicación fue reconocida recibiendo el Premio Príncipe de Asturias de Investigación Científica y Técnica, en 1987 por su arduo trabajo en la prevención y el tratamiento de la lepra, la leishmaniasis, la oncocercosis y la micosis, entre otras enfermedades tropicales en la Región.
Nació en Caracas, en la populosa parroquia de San José, el 11 de septiembre de 1913, hijo de una española canaria de Santa Cruz de Tenerife, Flora María García Marrero, y un español catalán de Barcelona, de nombre Francesc Convit y Martí. De la misma forma, falleció a los 100
años de edad en su ciudad natal el 12 de mayo de 2014.

## Educación formal y contribuciones
Inició sus estudios en el Liceo La Guaira, hoy "Andrés Bello", siendo alumno destacado de Rómulo Gallegos en la cátedra de Filosofía y Matemáticas, de quien afirmó:

Qué buenos recuerdos, un profesor ejemplar de talento visionario.

Sus calificaciones, le hicieron merecer menciones honoríficas en asignaturas como fisiología y anatomía humana, clínica médica y clínica quirúrgica entre otras. Años después de empezar a destacarse como científico, expresó que:

Estudiábamos mucho, con gran intensidad y había mucho que memorizar. Hubo una época en la que llegué a sentir una especie de cansancio. El número de horas que había que estudiar era grande.

En 1932 ingresó a la escuela de Medicina de la Universidad Central de Venezuela (UCV) donde obtuvo el título de Doctor en Ciencias Médicas en 1938. Se especializó en dermatología en los Estados Unidos. Como integrante del equipo médico del Leprocomio de Cabo Blanco (estado Vargas) se dedicó al tratamiento clínico contra la lepra, mientras en colaboración con el Dr. Martín Vegas iniciaba en la vecina comunidad del litoral central una campaña educativa destinada a erradicar la creencia colectiva de contagio de dicha enfermedad por simple convivencia con los leprosos. Su creciente experiencia en el tratamiento e investigación de la lepra le permitió relacionarse con otros especialistas extranjeros, llegando asistir como delegado de Venezuela al Congreso Panamericano de Lepra celebrado en 1946 y al Congreso Internacional de Lepra que se llevó a cabo dos años después, en 1948.
Tras obtener por oposición la plaza de médico dermatólogo en el Hospital Vargas de Caracas, se incorporó a la cátedra de dermatología del profesor Leopoldo Briceño Iragorry, siendo nombrado instructor y director de su laboratorio. Jacinto Convit desempeñó este cargo hasta 1950, fecha en que fue nombrado jefe de Clínica Dermatológica.

## Reconocimientos a su carrera
En 1971 Convit fue nombrado por la Organización Mundial de la Salud (OMS) Director del Centro Cooperativo para el estudio Histológico y Clasificación de la Lepra, dirección que continuó desempeñando, hasta antes de su fallecimiento. En 1968 fue nombrado Presidente de la Asociación Internacional de la Lepra (International Leprosy Association) y reelecto en 1973, también fue designado presidente de la International Journal of Leprosy Corporation. En 1976 fue elegido director del Centro Panamericano de Investigación y Adiestramiento en Lepra y Enfermedades Tropicales.
En 1980, ingresa como individuo de número en la Academia Nacional de Medicina de Venezuela. Por su larga y fructífera trayectoria científica recibió numerosos reconocimientos nacionales e internacionales, entre ellos, el Premio Nacional de Ciencias en la especialidad de medicina, otorgado en 1980 por el Consejo Nacional de Investigaciones Científicas y Tecnológicas (CONICIT).
Desde su llegada a Cabo Blanco, Convit no descansó hasta obtener la vacuna contra la aciaga enfermedad. Gracias a sus trabajos, Venezuela se transformó en un centro de entrenamiento en lucha antileprosa. Ello le valió en 1987 el Premio Príncipe de Asturias en su mención científica y técnica, galardón concebido por el gobierno de España a las personas e instituciones iberoamericanas que han hecho significativos aportes en beneficio de la humanidad. 
En el año 2013 los diputados de la Asamblea Nacional venezolana aprobaron por primera vez un proyecto de reconocimiento a sus trabajos, con motivo del centenario de su nacimiento y por su obra, que incluye sus logros científicos a favor de la salud del pueblo venezolano y del mundo, por su dedicación al ejercicio de la medicina sin fines lucrativos y de enriquecimiento personal.
Fue amplia la carrera y proyección de la obra de Jacinto Convit a nivel internacional. En la actualidad el Instituto de Biomedicina recibe becarios enviados por la OMS/OPS provenientes de América, África y Asia. Junto a Arnoldo Gabaldón y otros de su generación fueron los primeros venezolanos en comprender el poder de una medicina institucional  y la necesidad de una alianza con las instancias del poder político.

## Avances en la lepra
En 1937, el doctor Martín Vegas, conocido pionero en los estudios sobre la lepra, invitó a Convit a visitar la vieja casona del lazareto de Cabo Blanco en el estado Vargas, donde se alojaban cientos de pacientes afectados por lepra o lacería. En 1990, Convit escribía que su permanencia en Cabo Blanco fue enriquecedora en el plano personal y profesional. 

"Aprendí a cuidar a los pacientes desempeñando labores de médico, juez, odontólogo y consejero, que sirvieron ampliamente para enriquecer mi conocimiento sobre la enfermedad y profundizar sobre el aspecto humano de los enfermos"

En aquel tiempo esta enfermedad era todavía motivo de prejuicios arraigados socialmente; a los leprosos se les encadenaba y eran custodiados por autoridades policiales, imagen que definiría el carácter humano de Convit, quien ante tal maltrato, exigió a los guardias un mejor proceder con los enfermos.
Luego de varias investigaciones con el único remedio empleado en estos pacientes, el aceite de Chaulmoogra, pudieron comprobar que el compuesto de Sulfota y Clofazimina podía fungir con gran efectividad en contra de este mal, lo que conllevó al cierre de las leproserías siendo Venezuela el primer país en implementar esta medida.

## Vacunas contra la lepra (Enfermedad de Hansen) y la leishmaniasis
Jacinto Convit fue un hombre cuyo compromiso con la lepra y la leishmaniasis fue suficiente para superar su decepción por el fracaso de los intentos de desarrollar vacunas exitosas contra ellas. Equilibrando su trabajo estos fueron sus logros indiscutibles: concientizar sobre las enfermedades que esperaba prevenir; luchar por mejorar la atención ofrecida a los pacientes afectados; insistir en que los pacientes fuesen tratados con mayor humanidad; y generar un sentido de urgencia en los esfuerzos para controlar y curar las dos enfermedades. Su trabajo persistente fue reconocido por Venezuela, y otros países del mundo. Como parte de sus celebraciones centenarias, la Organización Panamericana de la Salud lo eligió como uno de los doce Héroes de Salud Pública.  
La enfermedad con la que más se asoció el nombre de Convit, y en la que trabajó a lo largo de su vida, es la lepra. Su participación fue desde el comienzo de su carrera. Convit se formó en medicina en la Universidad Central de Venezuela en Caracas, se graduó en 1938, luego se unió al personal del Hospital Cabo Blanco de la Lepra, comúnmente conocido como el Leprosario de Cabo Blanco. Las condiciones allí eran pobres y, como más tarde recordó, los únicos tratamientos fueron analgésicos y aceite de chaulmoogra, una terapia de dudoso valor científico. Con el descubrimiento de los sulfones en 1940 el tratamiento se hizo mucho más eficaz. Convit fue entonces una de las fuerzas impulsoras de un cambio en las medidas de control de la lepra de Venezuela en las que el aislamiento obligatorio fue sustituido por varios programas de tratamiento. 
La gran ambición de Convit era desarrollar una vacuna contra la lepra. Peter Smith, profesor coordinador de epidemiología tropical de la Escuela de Higiene y Medicina Tropical de Londres, se involucró en este trabajo a través de la OMS, que coordinaba los ensayos de la vacuna en Venezuela, Malaui e India. "Convit había desarrollado una presunta vacuna mediante el cultivo de Mycobacterium leprae en armadillos de nueve bandas”, dijo Smith.   La vacuna debía administrarse conjuntamente con BCG. "Viajé de ida y vuelta a Venezuela durante varios años, ayudándole a establecer el ensayo de vacunas en las zonas del país donde la enfermedad era más endémica, en el sur y hacia la frontera con Colombia. Rompimos el código de prueba justo antes de una gran reunión que Convit estaba organizando en Venezuela. Básicamente no   hubo diferencia en la incidencia de la lepra en el grupo vacunado y en los controles que acababan de tener BCG". Convit estaba profundamente decepcionado. "Pero él era un tipo muy flemático. Aceptó los resultados, y luego concentró sus esfuerzos en Leishmania".
Convit tuvo cierto éxito en inmunoterapia, pero menos en desarrollar una vacuna contra la leishmaniasis. Smith también ayudó durante varios años con el proyecto de leishmaniasis. Las pruebas organizadas en Sudán y en otros lugares, nuevamente no estuvieron a la altura de las expectativas de Convit. "Una de las cosas que hizo, que probablemente fue eficaz, aunque nunca fue evaluada completamente en un ensayo controlado”, dice Smith, "fue para dar dosis repetidas de BCG a pacientes de lepra como una forma de inmunoterapia". Los cálculos costo-beneficio de Convit sugirieron que su terapia era una ganga: 40 tratamientos por el precio de una quimioterapia.
Convit también hizo importantes aportes en el conocimiento de enfermedades infecciosas, como la Oncocercosis y Micosis profundas.

## Creación de institutos
Luego de controlar la lepra y otras enfermedades endémicas, Convit se planteó el reto de crear un centro de investigaciones científicas. Así, nació el Instituto Nacional de Dermatología (antecesor del actual de Instituto de Biomedicina situado en Caracas, el cual dirigió desde 1972, y es desde el 2 de julio de 1973, la sede del Centro Internacional de Investigación y Adiestramiento sobre Lepra y Enfermedades afines de la Organización Mundial de la Salud. Allí, después de mucho esfuerzo conjunto y continuo, surgió la vacuna contra la lepra, que sirvió de base para la vacuna contra la leishmaniasis.
Su obra más importante no fueron sus vacunas o inmunoterapias, fue su espíritu de constructor, conductor y jefe; que integró a su alrededor un equipo eficaz formado por gentes capaces con dotes de liderazgo y que crearon con él el Instituto de Biomedicina. Su nombre debe ser sinónimo de progreso sobre bases científicas.
En su trayectoria contribuyó a la fundación de diversas instituciones y asociaciones relacionadas con la labor médica, dentro y fuera de Venezuela. De esta forma, fue miembro fundador de la Sociedad Venezolana de Dermatología y Venereología, de la Sociedad Venezolana de Alergología y de la Sociedad Venezolana de Salud Pública.

## Vida familiar
En 1946, a los 33 años de edad, se casó con Rafaela Marotta D'Onofrio, de Caracas e italiana de origen, con quien tuvo cuatro hijos, de los cuales viven: Francisco Convit, empresario radicado en Caracas, dedicado a la actividad agropecuaria y que ha tenido una destacada trayectoria en el hipismo poseyendo un stud y un haras; afición y propiedades, que por cierto, compartía con su padre. El Dr. Rafael J. Convit, cirujano plástico que reside en Washington D. C. y el Dr. Antonio Convit, profesor e investigador de la Universidad de Nueva York. Su hijo Oscar Convit falleció en el año 1978 y su esposa en el año 2011.

## Publicaciones científicas
Siendo designado médico jefe de la División de Lepra del Ministerio de Sanidad y Asistencia Social de Venezuela publica diversos trabajos sobre la lepra, como:
- El mal de Hansen;
- Consideraciones sobre el enfermo o enferma dado de alta y otros tópicos relativos a la lepra;
- Tratamiento preventivo de la erisipela recidivante para la vacunación local;
- La Vitamina E;
- Las atrofias musculares de la mano por neuritis leprosa y del tratamiento de estas lesiones por el alfatocolerol; y
- Las lesiones leprosas del cuero cabelludo.